# Вльора Читаку
Вльора Читаку (на албански: Vlora Çitaku) е косовска политичка и дипломатка от албански произход. Била е посланик на Косово в Съединените щати (2015 – 2021), а преди това генерален консул на Косово в Ню Йорк. От 2011 до 2014 г. заема поста министър на европейската интеграция на Косово. Тя се отказва от депутатското си място в парламента на Косово, след като заема правителствения пост.

## Биография
Родена е на 10 октомври 1980 г. в град Подуево, Социалистическа автономна област Косово, СФРЮ. Още в младежките си години тя става преводач и водеща на големите западни новинарски издания в началото на войната в Косово. Бяга по време на войната в Косово и започва да се занимава с политика от 1999 г. Първоначално става говорител на АОК и член на Демократическата партия на Косово след създаването на партията в Косово след войната. Била е два мандата депутат.
От 18 октомври 2010 до 22 февруари 2011 г. заема поста временно изпълняващ длъжността министър на външните работи на Косово.